# Euphyia brunneolineata
Euphyia brunneolineata là một loài bướm đêm trong họ Geometridae.